# Wetterkühlmaschine
Eine Wetterkühlmaschine ist eine Maschine, die im Bergbau zur direkten Wetterkühlung der Grubenbaue eingesetzt wird. Vorrangige Aufgabe der Wetterkühlmaschinen ist es, die Wetter zu kühlen und die Luftfeuchtigkeit zu senken. Durch den Einsatz von Wetterkühlmaschinen zur Wetterkühlung und zur Zuführung großer Wettermengen wird das Grubenklima wirksam verbessert.

## Geschichte
Die erste Kälteanlage lief bereits im Jahr 1920 auf dem brasilianischen Bergwerk Morro Velho. Die Anlage lief zunächst täglich mehrere Stunden, ab Dezember desselben Jahres lief die Maschine im Dauerbetrieb. Zunächst erzeugte die Maschine eine Austrittstemperatur von 10° Celsius, ab dem Dezember des darauf folgenden Jahres konnte man die Austrittstemperatur sogar auf 6° Celsius senken. In der ersten Hälfte des 20. Jahrhunderts baute man auf der Zeche Radbod in Hamm unter Tage den ersten Oberflächenkühler ein, um die Frischwetter abzukühlen. Dieser Einbau brachte jedoch nicht den gewünschten Erfolg. Grund hierfür war das nicht genügend kalte Wasser der Lippe, das man als Kühlwasser verwendet hatte. Nachdem man von einer Brauerei eine Ammoniak-Kälteanlage gekauft und in die Anlage integriert hatte, konnte das Wasser durch diese erste Kältemaschine im Bergbau so weit gekühlt werden, dass die Anlage erfolgreich arbeitete. Der unter Tage aufgestellte Rohrkühler kühlte die dort vorbeistreichenden Wetter von 22 bis 23° auf bis zu 19° Celsius ab.

## Grundlagen
Die Kälteerzeugung bei einer Wetterkühlmaschine erfolgt nach dem gleichen Prinzip wie bei einer handelsüblichen Klimaanlage. Je nach Auslegung der Anlage unterscheidet man beim Kühlverfahren zwischen der direkten und der indirekten Wetterkühlung. Bei der direkten Wetterkühlung werden die Wetter direkt durch den Verdampfer gekühlt. Hierzu muss der Verdampfer als Wetterkühler konstruiert sein. Bei der indirekten Wetterkühlung werden die Wetter über einen zwischengeschalteten Wasserkreislauf indirekt gekühlt. Es gibt Maschinen mit übertägiger Kälteerzeugung und Maschinen mit untertägiger Kälteerzeugung. Bei großen Kälteleistungen werden auch kombinierte Maschinen mit übertägiger und untertägiger Kälteerzeugung eingesetzt. Ob die Kälteerzeugung über Tage oder unter Tage erfolgt, ist von mehreren Faktoren abhängig. Entscheidend ist hierbei in erster Linie die Größe und die Leistung der Kühlmaschine, aber auch die Entfernung vom zu kühlenden Grubenbau und die Teufe spielen bei dem Aufstellungsort der Maschine eine große Rolle. Die erforderliche Kühllast wird von der vor Ort herrschenden Temperatur bestimmt. Die übertragbare Kühlleistung wird von der Wetterführung und dem verfügbaren Wetterstrom bestimmt.

## Übertägige Kälteerzeugung
Bei dieser Form der Kälteerzeugung werden die Kühlmaschinen zentral über Tage aufgestellt. Bei der übertägigen Aufstellung der Kühlmaschinen wird entweder der gesamte einziehende Wetterstrom gekühlt oder auch nur ein Teilstrom der Wetter. Die Maschine hat einen Hochdruck- und einen Niederdruckkreislauf. Der Hochdruckkreislauf wird auch als Primärkreislauf bezeichnet, in ihm strömt der Kälteträger. Als Kälteträger dient ein Wasser-Ethylen-Glykol-Gemisch oder eine Lauge. Der Kälteträger wird durch den Verdampfer gekühlt und anschließend über eine isolierte Rohrleitung nach unter Tage gepumpt. Unter Tage wird die Kälte über einen Wärmeübertrager an den Sekundärkreislauf übertragen. Es besteht aber auch die Möglichkeit den Primär- und den Sekundärkreis unter Verwendung eines Rohraufgebers zu trennen. In dem Sekundärkreislauf erfolgt der Kältetransport in die Betriebsbereiche. Bei dieser Form der Kälteerzeugung werden in der Regel nur Wetterteilströme gekühlt. Die übertägige Kälteerzeugung ist gut geeignet für große Kühlleistungen, bei geringer Entfernung bis zum zu kühlenden Betriebspunkt und bei geringeren Teufen. Bei der übertägigen Kälteerzeugung ist eine große Temperaturspreizung im Kaltwasserkreis von etwa 20 Kelvin erforderlich. Aus diesem Grund ist es hierbei zweckmäßig, mehrere Verdampfer in Reihe zu schalten. Damit eine Übertragung großer Kühlleistungen über möglichst kleine Rohrquerschnitte erfolgen kann, ist es erforderlich, dass die Kaltwasservorlauftemperatur sehr gering ist.

## Untertägige Kälteerzeugung
Bei den untertägig aufgestellten Wetterkühlmaschinen unterscheidet man zwischen der zentralen und der dezentralen Kälteerzeugung. Für die zentrale Kälteerzeugung sind nur Wasserkühlsätze geeignet. Je nach Bergbauregion werden Anlagen mit Schraubenverdichtern oder bei tiefen Gruben mehrstufige Turboverdichter verwendet. Die Kühlleistungen solcher Anlagen liegen zwischen 800 und 2200 Kilowatt. Die zentral aufgestellten Wetterkühlmaschinen arbeiten ähnlich wie übertägig aufgestellte Wetterkühlmaschinen. Allerdings haben diese Maschinen keine zwei Kreisläufe und benötigen somit auch keinen Wärmeübertrager. Der Kaltwasserkreislauf ist direkt mit dem Verdampfer der Kältemaschine gekoppelt. Das Kaltwasser versorgt die Wetterkühler mit dem benötigten Kühlwasser. Bei den dezentral aufgestellten Kühlmaschinen werden entweder Maschinen mit Direktverdampfer oder auch Maschinen mit Wasserkühlkreislauf verwendet. Die Kälteleistungen liegen, je nach Maschine, zwischen 100 und 300 Kilowatt. Eine Besonderheit ist die sogenannte Kühlraupe. Bei dieser Kühlmaschine wird, anders als bei der Kompaktbauweise, die Kühlmaschine in drei Einheiten aufgeteilt. Dadurch lässt sich die Maschine leichter mittels Einschienenhängebahn bewegen.

## Wetterkühler
Als Wetterkühler werden Platten- oder Streifenrohrkühler verwendet. Die Kühler arbeiten in der Regel nach dem Gegenstromprinzip. Bei den Wetterkühlern unterscheidet man zwischen den Streckenkühlern und den Strebkühlern. Bei den Streckenkühlern werden für Kühlleistungen bis 500 Kilowatt ortsbewegliche Kammern mit Stahlblechgehäuse verwendet. Bei größeren Kühlleistungen werden in den Strecken große Sprühkammern installiert. Mit diesen Sprühkammern ist eine Luftabkühlung von bis zu 20 Kelvin möglich. Strebkühler werden im Streb am Strebpanzer befestigt. Bei den Strebkühlern werden besondere Kühlflächenbauarten verwendet. Hier werden Kühlkörper aus Kupferrohren mit ein- oder beidseitig angelöteten Kupferplatten eingesetzt. Die Kühlleistung der Strebkühler liegt zwischen 10 und 20 Kilowatt. Für die direkte Wetterkühlung gibt es Strebkleinkühler. Diese werden im Streb beweglich installiert. Ein zentrales Bauelement aller Kühler ist der Ventilator. Der Ventilator befindet sich auf der Anströmseite des Kühlers und drückt die angesaugten Wetter durch den Kühler. Dabei werden die Wetter entsprechend abgekühlt. Da durch die Abkühlung der Wetter ein Teil der Luftfeuchtigkeit austaut, befindet sich zur Abführung des Tropfwassers auf der Austrittsseite des Kühlers ein Tropfenabscheider. Durch den in den Wettern enthaltenen Staub verschmutzen die Wärmetauscherflächen der Wetterkühler schnell und müssen in kurzen Zeitabständen gereinigt werden. Die Reinigung erfolgt mit einer integrierten Druckwasserspüleinrichtung.

## Wetterkühlung mit Eis
Bei größeren Teufen über 1500 Meter entstehen in den untertägigen Wärmetauschern und in den Rohren des Primärkreislaufs Drücke von über 150 bar. Zusätzlich nehmen bei größeren Teufen auch die Kühllasten stark zu. Dies führt letztendlich auch zu einem unverhältnismäßigen Anstieg der Kosten für die Kühlsysteme. Bereits Anfang der 1980 plante man in den Bergwerken Südafrikas, als Kälteträger Eis zu verwenden. Eis kann je Masseneinheit fünfmal so viel Wärme aufnehmen wie Wasser. Für die Kühlung mittels Eis gibt es unterschiedliche Verfahren. Durch den Einsatz von Eis als Kühlträger im Primärkreis kann die Temperatur im Sekundärkreis auf annähernd Null Grad gesenkt werden. Bei der Vakuum-Eiserzeugung wird der Druck im System unter den Tripelpunkt des Wassers gesenkt. Mit der unterstützenden Kühlung wird ein Eisbrei erzeugt. Dieser Eisbrei wird brikettiert und das im Eisbrei vorhandene Wasser entfernt. Dieses so erzeugte Vakuum-Eis wird über Rohrleitungen in das Grubengebäude geführt. Die der Umgebungsluft entzogene Schmelzenthalpie des Wassers sorgt in den entsprechenden Grubenräumen für die nötige Abkühlung.